# Anna von Pappenheim
Anna von Pappenheim (* 1570; † 30. September 1635 in Memmingen) war eine deutsche Adlige, die eine bedeutende Rolle in der Reformation in Grönenbach nach calvinistischer Tradition spielte.

## Familie und Herkunft
Anna von Pappenheim war die Tochter von Philipp II., Freiherr von Winnenburg und Beilstein (1538–1600), ab 1584 Burggraf von Alzey, sowie Jutta von Sayn und Wittgenstein. Sie entstammte somit dem Adelsgeschlecht derer von Winneberg und Beilstein.
Sie war mit Philipp von Pappenheim († 1619) verheiratet. Die Ehe blieb kinderlos.

## Reformation in Grönenbach

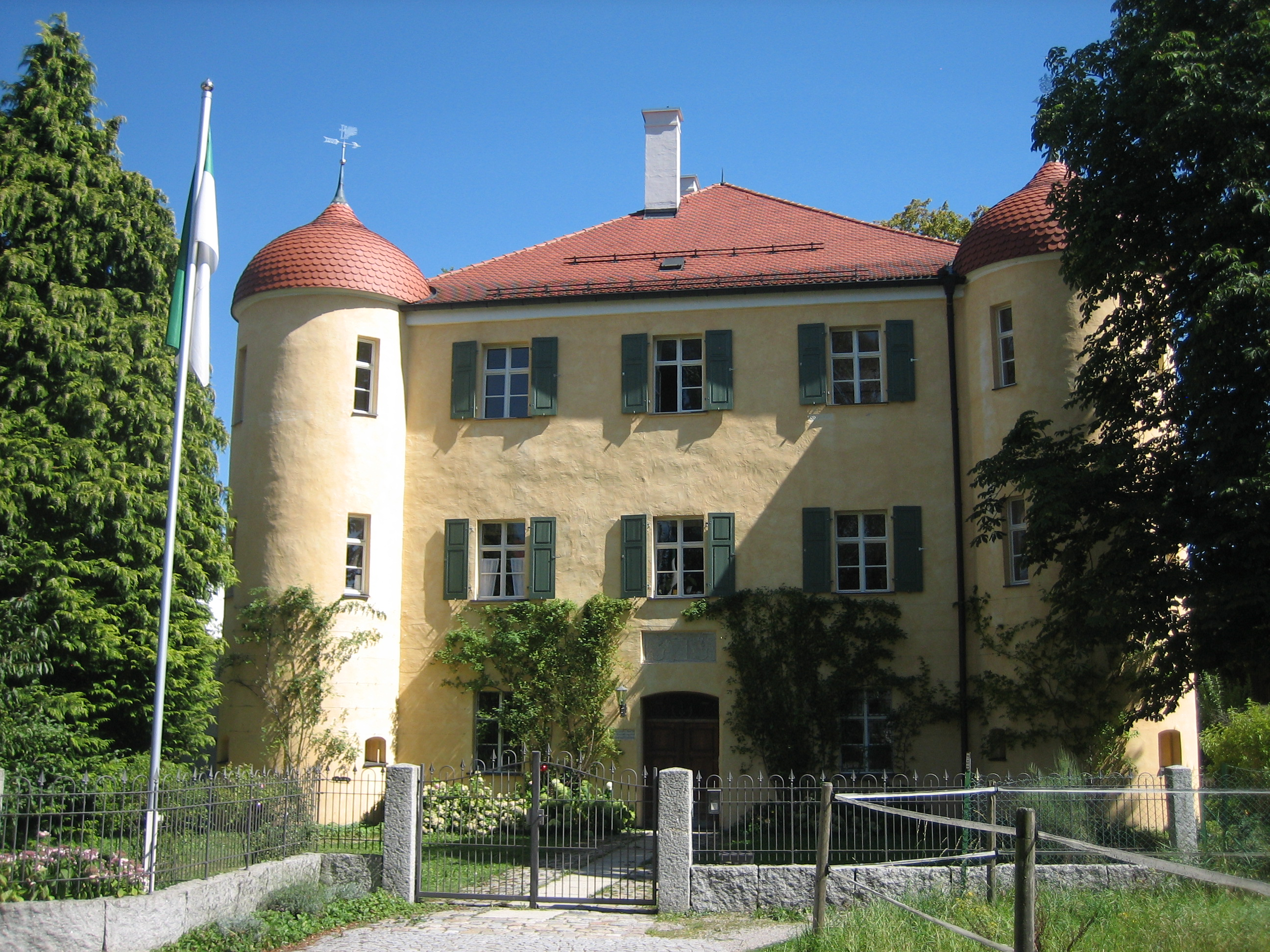
Eingangsfront des Unteren Schlosses, wo Anna von Pappenheim residierte

Bereits vor Annas Wirken hat ihr Ehemann Philipp von Pappenheim 1559 die Reformation in Grönenbach eingeführt. Nach dessen Tod im Jahre 1619 führte Anna von Pappenheim die Reformation in seinem Sinne weiter. Sie bewohnte das Untere Schloss in Grönenbach und beherbergte dort 1625 den calvinistischen Prädikanten Adolf Langhans, um dort, wie auch im Ortsteil Schulerloch, das calvinistische Exerzitium ausüben zu lassen.

## Tod

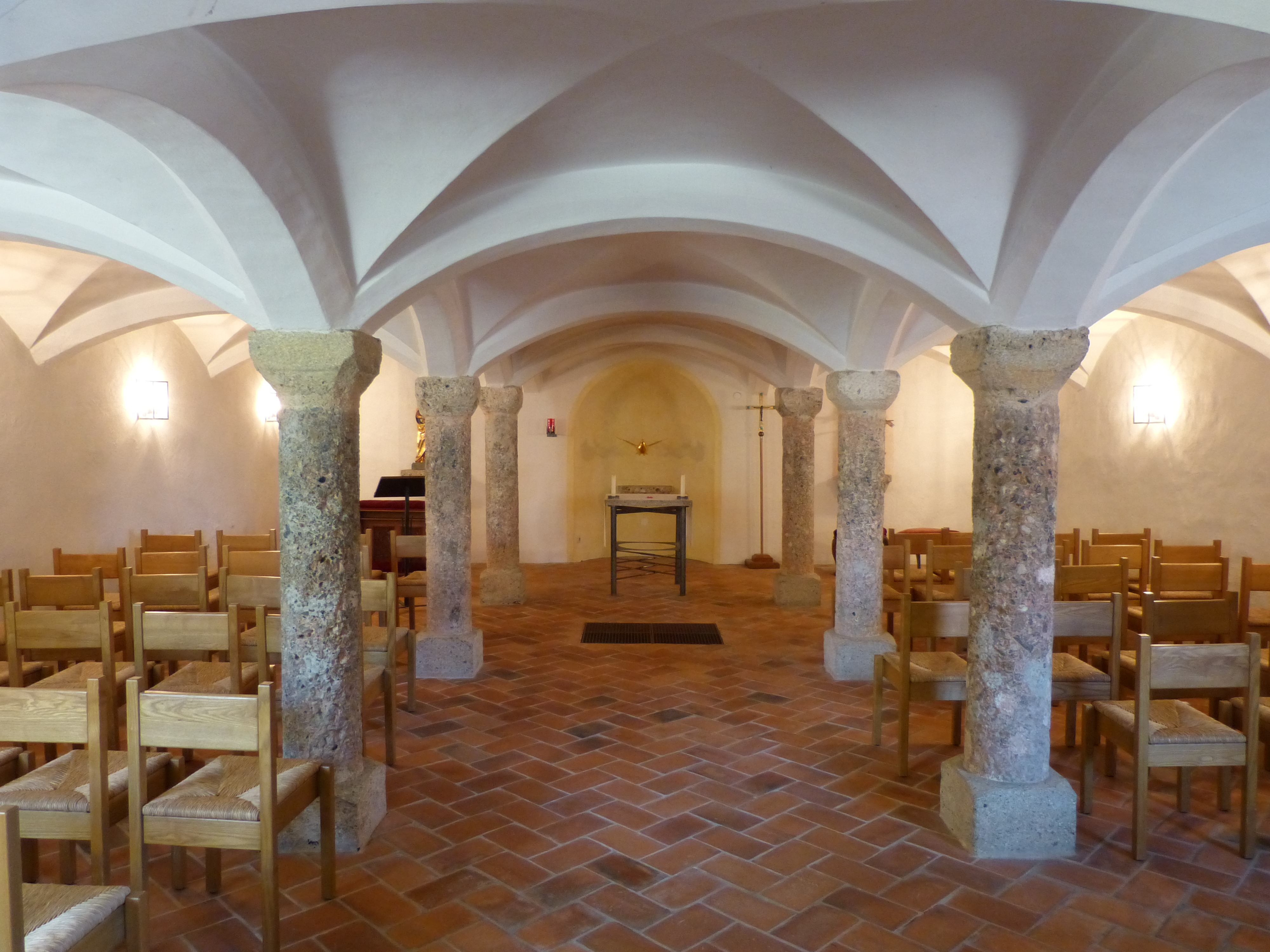
Ehemalige Gruft, heutige Krypta, von St. Philipp und Jakob in Bad Grönenbach

Anna von Pappenheim starb am 30. September 1635 in Memmingen an der Pest. Der Leichnam wurde am 4. Oktober 1635 von Memmingen nach Grönenbach überführt und dort in der Gruft der Stiftskirche St. Philipp und Jakobus beigesetzt.
Da die Mitbenutzung der Stiftskirche durch die Reformierten im Jahre 1635 verboten war, wurde die Stiftskirche gewaltsam durch den rotensteinischen Vogt Weidlin (Weidle) aufgebrochen und der Leichnam in der Gruft aufgebahrt. Erst eine Woche später, am 10. Oktober 1635, fand nachts das Begräbnis statt.